# Джон Перрот
Джон Стівен Перрот (англ. John Parrott; нар. 11 травня 1964 року), МВЕ  — англійський колишній професійний гравець у снукер, чемпіон світу 1991 року.

## Коротка біографія
Наприкінці 1980-х та протягом 1990-х років Джон Перрот постійно брав участь у професійних змаганнях зі снукеру і протягом чотирнадцяти сезонів поспіль залишався в топ-16 світового рейтингу.
Перрот дійшов до фіналу Чемпіонату світу 1989 року, де програв Стіву Девісу з рахунком 3–18. Це найбільш розгромна поразка в фіналі чемпіонату світу в сучасний час. Титул він виграв через два роки, перемігши Джиммі Вайта у фіналі чемпіонату світу 1991 року.
У тому самому році він знову переміг Вайта, здобувши титул чемпіона Великої Британії 1991 року і ставши лише третім гравцем в історії, хто вигравав обидва ці чемпіонати в одному календарному році (після Стіва Девіса та Стівена Хендрі). Джон досі є лише одним із лише шести гравців, які зробили це.
Перрот провів три сезони під номером 2 у світовому рейтингу (1989–90, 1992–93, 1993–94). Він є одним із гравців, які за свою кар’єру зробили понад 200 сенчурі-брейків (221).

## Віхи кар'єри[2]
1983 рік. Розпочинає кар'єру професіонала, цьому самому році входить до топ-32 світового рейтингу.
1987 рік. Входить до топ-16 світового рейтингу. 
1988 рік. Виходить до першого рейтингового фіналу (Mercantile Credit Classic), де програє Стіву Девісу 11-13.
1989 рік. Виграє перший рейтинговий титул (European Open), перемігши в фіналі Террі Гріффітса 9-8. Виходить до першого фіналу в Крусіблі, де розгромно програє Стіву Девісу. 
1990 рік. Захищає титул переможця European Open, перемігши в фіналі Стівена Хендрі, але програє тому в фіналі Мастерса.
1991 рік. Тріумфує на Чемпіонаті світу, перемігши в півфіналі Стіва Девіса 16-10, а в фіналі Джиммі Вайта 18-11.
1992 рік. Виграє Чемпіонат Великої Британії, перемігши Джиммі Вайта, але програє фінал Мастерс Стівену Хендрі.
1994 рік. Перемагає на International Open, де в фіналі обігрує Джеймса Ваттану 9-5.
1996 рік. Здобуває титул переможця Thailand Classic, перемігши Найджела Бонда 9-6.
1997 рік. Останній рейтинговий титул на European Open, у фіналі переміг Пітера Ебдона 9-7.
2017 рік. Вийшов до фіналу чемпіонату світу для ветеранів, де поступився Пітеру Лайнсу 0-4.

## Особисте життя
У 1996 р. Джон Перрот був удостоєний звання MBE.
У 2008 році він запустив Інтернет-магазин, що продає киї для снукеру та пулу та деякі колекційні предмети для снукеру.
Джон Перрот є прихильником футбольного клубу "Евертон".
Нині (на травень 2021 року) працює снукерним коментатором та експертом на телеканалі BBC Sport.